# Alberto Pellegatta
Alberto Pellegatta (Milano, 1978) è un poeta, critico letterario e traduttore italiano.

## Biografia
Laureato in Lettere e Filosofia presso l'Università degli Studi di Milano, è presente nelle antologie I poeti di vent’anni (a cura di Mario Santagostini, Stampa 2000), Nuovissima poesia italiana (Arnoldo Mondadori Editore 2004) e Almanacco dello Specchio (Mondadori 2008). Ha esordito con Mattinata larga (pref. Maurizio Cucchi, LietoColle 2002). Ha vinto, tra gli altri riconoscimenti, la prima edizione del Premio Biennale Cetona Archiviato il 20 febbraio 2022 in Internet Archive., il Premio Antonio Fogazzaro e il Premio Amici di Milano.

## Opera
- 2002 - Mattinata larga (Lietocolle Libri, Faloppio CO)
- 2011 - L'ombra della salute (Mondadori, Milano)
- 2017 - Ipotesi di felicità (Mondadori, Milano)